# کاری-پکا توی‌ونن
کاری-پکا توی‌وُنن (فنلاندی: Kari-Pekka Toivonen؛ زادهٔ ۶ مهٔ ۱۹۶۷) بازیگر اهل فنلاند است.
از فیلم‌هایی که وی در آن‌ها نقش داشته‌است، می‌توان به راز گرگ، کمین و وارس: راه مردان درستکار اشاره نمود.